# Netball ai XVIII Giochi del Commonwealth
Le competizioni di netball ai XVIII Giochi del Commonwealth si sono svolte dal 15 al 26 marzo 2006.

## Podi
| Evento    | Oro           | Argento   | Bronzo      |
| Femminile | Nuova Zelanda | Australia | Inghilterra |